# Lequidoe (Verwaltungsamt)
| \| \| |
|       |

|  |

Lequidoe (Liquidoe, Liquedoe) ist ein osttimoresisches Verwaltungsamt (portugiesisch Posto Administrativo) in der Gemeinde Aileu. Verwaltungssitz ist Namolesso im Suco Namolesso.

## Geographie

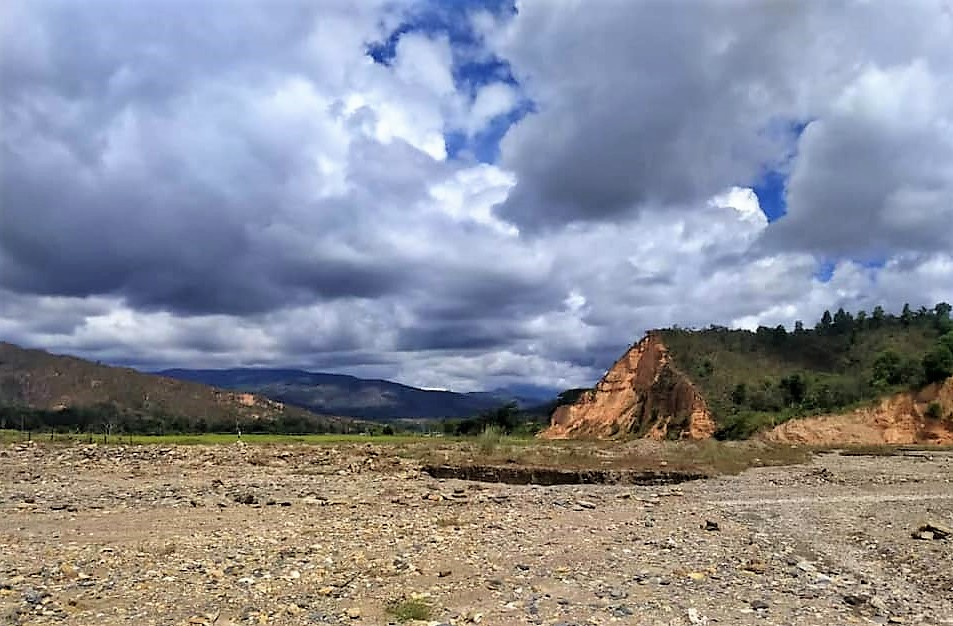
Südlich des Ortes Lequidoe (Suco Fahisoi)

Bis 2014 wurden die Verwaltungsämter noch als Subdistrikte bezeichnet.
Das Verwaltungsamt Lequidoe liegt im Südosten der Gemeinde Aileu. Im Westen liegt das Verwaltungsamt Aileu, im Norden Remexio, im Osten die Gemeinde Manatuto und im Süden die Gemeinden Ainaro und Manufahi. Lequidoe teilt sich in sieben Sucos auf: Acubilitoho, Bereleu, Betulau, Fahisoi, Faturilau, Manucassa (Manucasa, Manukasa) und Namolesso (Namoleso, Namleso).
Vor der Gebietsreform 2015 hatte Lequidoe eine Fläche von 151,58 km². Nun sind es 137,37 km². Das gesamte Territorium des Sucos Faturilau, östlich des Flusses Eratihamaubere, der zum System des Nördlichen Lacló gehört, wurde an den Suco Fatucalo (Verwaltungsamt Turiscai, Gemeinde Manufahi) abgegeben. Kleine Änderungen gab es an der Grenze zu Aileu.

Klimadaten
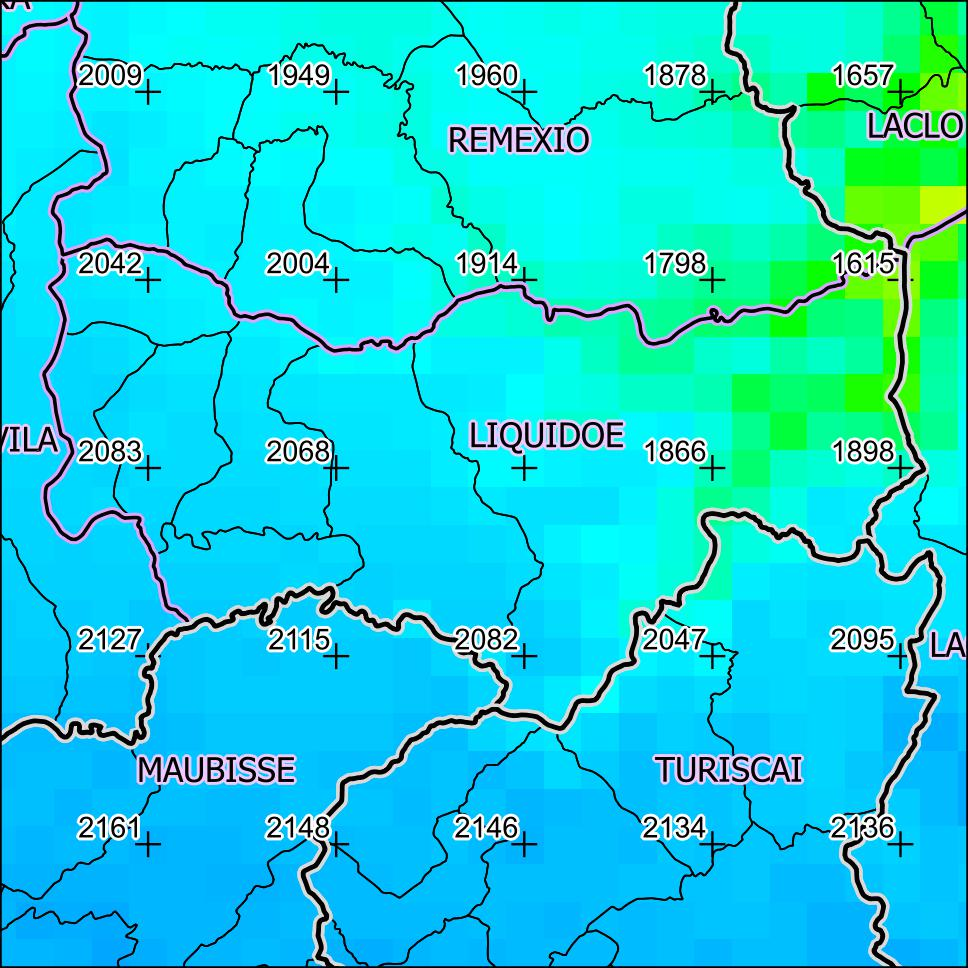
Jährliche Niederschlagsmenge (2000)
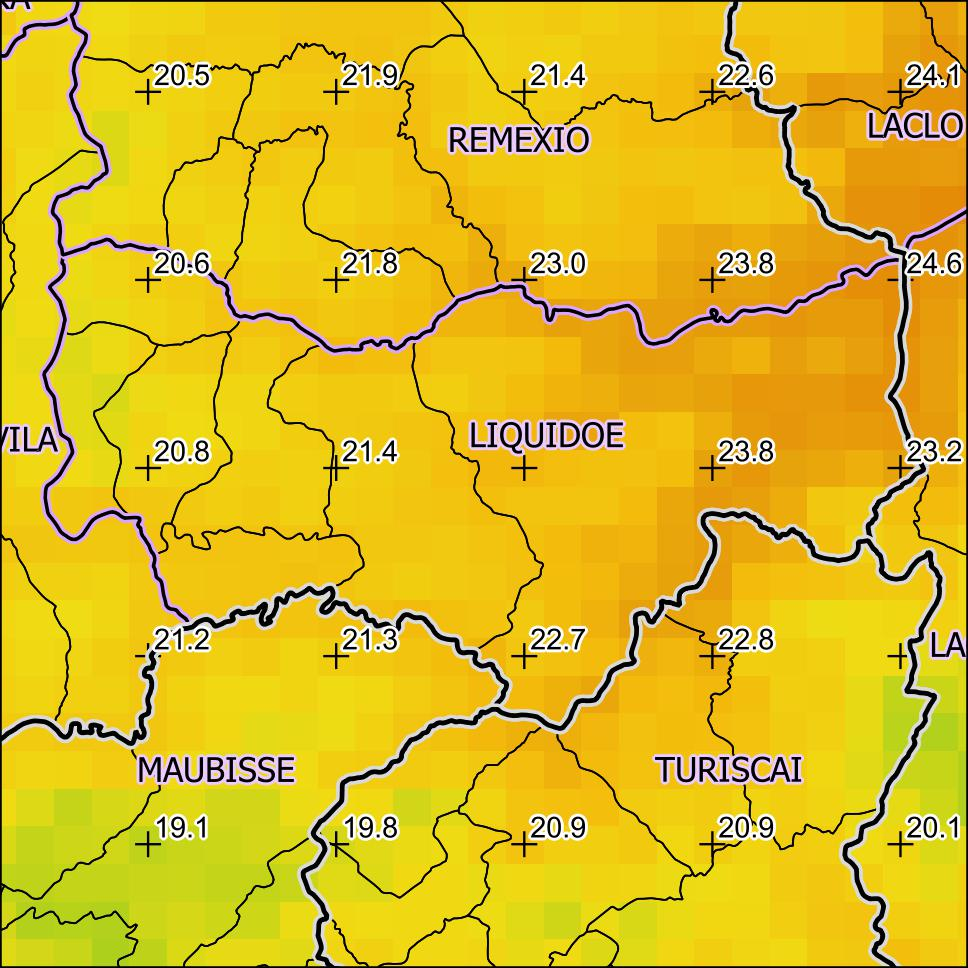
Jahresdurchschnitts-temperatur (2000)

## Einwohner

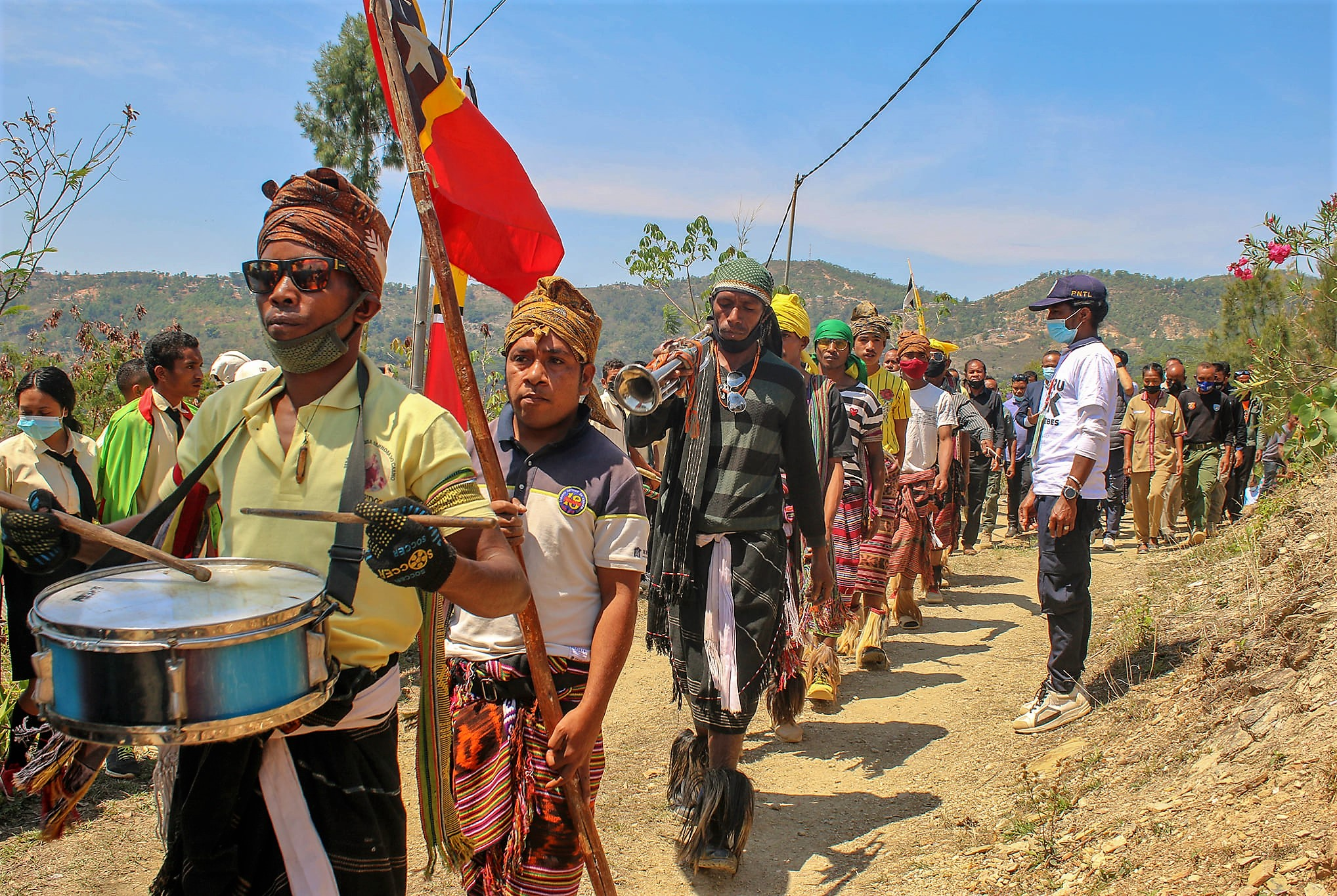
Feierlicher Empfang in Fahisoi

Im Verwaltungsamt leben 7.800 Einwohner (2022), davon sind 4.064 Männer und 3.736 Frauen. In Lequidoe gibt es 1.403 Haushalte. Der Altersdurchschnitt beträgt 17,7 Jahre (2010, 2004: 16,0 Jahre). Die größte Sprachgruppe bilden die Sprecher der Nationalsprache Mambai.

## Geschichte
Am 30. August 1976 kam in Madabate der stellvertretende Minister für Arbeit und Soziales Guido Valadares, zusammen mit drei weiteren Männer durch eine Mine ums Leben. Er wurde am übernächsten Tag in Bereleu beerdigt.
Beim Ort Lequidoe im Suco Fahisoi gab es Ende 1979 ein indonesisches Lager für Osttimoresen, die zur besseren Kontrolle von den Besatzern umgesiedelt werden sollten.
Am 31. August 1999 kamen Einheiten der indonesischen Police Mobile Brigade (Brimob) in vier Dörfer des damaligen Subdistrikts Lequidoe und begannen in die Luft zu schießen. Pro-indonesische Milizionäre kamen dazu, befahlen den Menschen die Dörfer zu verlassen und zündeten die Häuser an.

## Politik

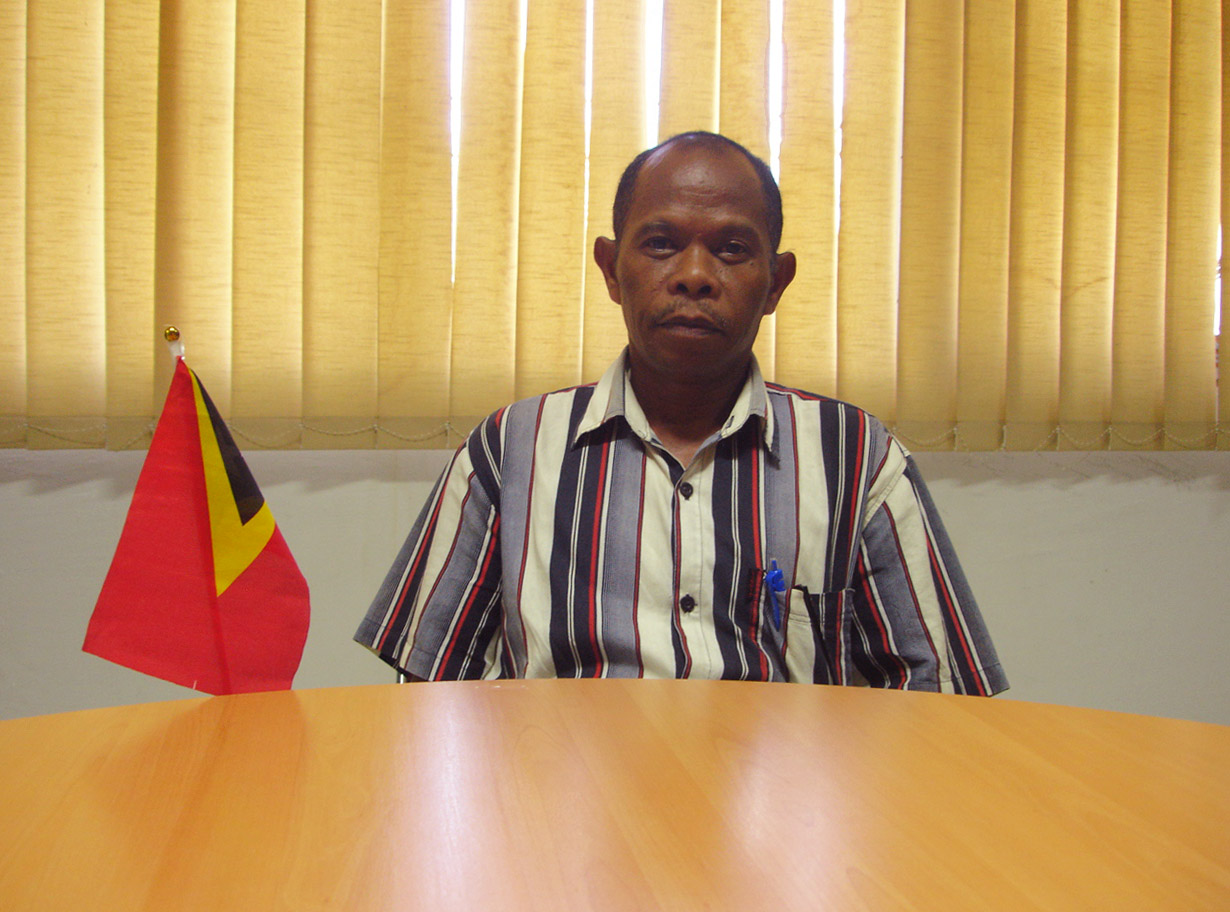
Administrator Domingos Verdial (2013)

Der Administrator des Verwaltungsamts wird von der Zentralregierung in Dili ernannt. Im Februar 2014 ist dies Domingos Verdial. 2015 wurde er von Jacinto Vila Nova abgelöst, der auch 2016 das Amt innehatte.

## Wirtschaft
85 % der Haushalte bauen Maniok an, 85 % Mais, 71 % Kaffee, 66 % Gemüse und 28 % Kokosnüsse.

## Partnerschaft
Mit dem australischen Campaspe Shire verbindet das Verwaltungsamt Lequidoe eine Partnerschaft.